# كأس إنترتوتو 1985
كأس إنترتوتو 1985 هو الموسم 25 من كأس إنترتوتو. فاز فيه غورنيك زابجه.